# Humberto Solás
Humberto Solás (* 4. Dezember 1941 in Havanna; † 17. September 2008 ebenda) war ein kubanischer Filmregisseur.

## Leben
Humberto Solás studierte Geschichte an der Universidad de La Habana, bevor er im Alter von 18 Jahren im Instituto Cubano del Arte e Industria Cinematográficos eine Karriere im Filmbereich in Angriff nahm. Zu dieser Zeit entstand auch sein erster Kurzfilm. Später ging er nach Rom und besuchte dort im Centro Sperimentale di Cinematografia Filmkurse.
Durch die Filme Manuela und den Liebesfilm Lucia wurde er in den 1960er Jahren international bekannt. In diesen griff er mit der Rolle der Frau in der kubanischen Gesellschaft bereits das Thema auf, das er in vielen anderen Filmen ebenfalls in den Mittelpunkt stellen sollte. Lucia, das auf dem Internationalen Filmfestival Moskau 1969 den Hauptpreis gewann, erzählt die Geschichte dreier kubanischer Frauen mit Namen Lucía zwischen 1895 und 1965. Es folgten zahlreiche weitere Auszeichnungen, darunter 1976 der Kristallglobus des Internationalen Filmfestivals Karlovy Vary für den Film Kantate über Chile. In den 1980er Jahren löste seine freie Umsetzung der Geschichte um Cecilia Valdés eine Kontroverse aus. In seinem letzten Film Barrio Cuba (2005) behandelte er die Wirkung des Zusammenbruchs der Sowjetunion auf Kuba.
2003 initiierte er das Festival del Cine Pobre („Festival des armen Kinos“) in der Kleinstadt Gibara. Mit diesem wollte er auf die negativen Auswirkungen der Globalisierung aufmerksam machen.
Im April 2003 gehörte Solás zu einer Gruppe prominenter kubanischer Kulturschaffender, die einen in der Zeitung der Kommunistischen Partei Kubas, Granma, veröffentlichten Offenen Brief unterzeichneten, der an Freunde Kubas in aller Welt gerichtet war und internationale Kritik an der Menschenrechtspolitik der kubanischen Regierung als antikubanische Verleumdungskampagne zurückwies: In den Wochen zuvor hatte Staatspräsident Fidel Castro in einer als „Schwarzer Frühling“ bekannt gewordenen Verhaftungswelle 75 kritische Journalisten und Bürgerrechtler in Schnellverfahren zu hohen Haftstrafen verurteilen und drei junge schwarze Kubaner nach dem unblutig gescheiterten Versuch einer Schiffsentführung ebenfalls nach Schnellverfahren hinrichten lassen.
Solás verstarb im Alter von 66 Jahren an Krebs.

## Filmografie (Auswahl)
- 1962: Minerva traduce el mar
- 1966: Manuela
- 1968: Lucia (Lucía)
- 1972: Ein Tag im November (Un día de noviembre)
- 1974: Simparelé
- 1976: Kantate über Chile (La Cantata de Chile)
- 1982: Cecilia nach dem Roman „Cecilia Valdes oder Der Engelshügel“ von Cirilo Villaverde
- 1983: Amada – Junge Frau aus Havanna (Amada) nach dem Roman „die Sphinx“ von Miguel de Carrion y Cardenas
- 1985: Der Karrierist (Un hombre de éxito)
- 1991: El Siglo de las luces
- 2001: Miel para Oshún
- 2005: Barrio Cuba